# Charles-Joseph Bail
Charles-Joseph Bail (1777-1824) est un militaire, administrateur et auteur français du XIXe siècle. Après une carrière sous les armes, il publie des essais sur des sujets variés. Né à Béthune dans le Pas-de-Calais, il meurt à Margency en 1824, dans la vallée de Montmorency.

## Biographie
Charles-Joseph Bail nait à Béthune le 29 janvier 1777'.
Il finit des études à l'université de Douai lorsqu'intervient la Révolution française. Il entre dans l'armée alors que le pays est menacé par les forces étrangères renforcées par les émigrés de France, en 1791'. Comme le souligne Adolphe de Cardevacque, il a 15 ans lorsqu'il s'engage.
Il effectue une carrière militaire brillante et rapide qui prend fin avec la Restauration.
Il prend pour femme Françoise Marchal. Il semble que cette dernière, sur initiative personnelle ou sur injonction de son mari, joue dans les années 1815-1818 un rôle majeur pour assurer la subsistance du couple.
Après l'armée, Charles Bail se lance dans une carrière littéraire plus ou moins réussie mais bien remplie. Il accomplit divers travaux en tant qu'auteur et/ou éditeur d'essais, d'études. Il collabore à différentes publications, comme la Revue encyclopédique. Il traite de nombreux sujets ainsi que le montre la liste de ses œuvres
En 1817 et 1818, il se donne parfois l'identité de « chevalier Bail », et se dit décoré de la Légion d'honneur.
Il est membre de la société des Antiquaires de France de 1818 à sa mort en 1824; membre résidant le 9 juin 1818, associé correspondant national en 1822.
En 1823, il participe au concours de l'Académie des inscriptions et belles-lettres sur la question L'État des Juifs en Europe au Moyen-Âge. Ayant déjà publié un travail sur ce sujet, ayant eu au moins deux éditions, dont une en 1817 , il pouvait se considérer comme maîtrisant bien le sujet. Son mémoire n'est pas retenu. Très affecté, il en éprouve un chagrin qu'il ne parvient pas à dissimuler. Dès lors, sa santé, déjà vacillante depuis plusieurs mois, se détériore encore et il décède peu de temps après.
Il meurt à Margency le 20 février 1824,, d'une « hydropisie de poitrine », à 47 ans.

## Carrière militaire
Lorsqu'en 1791, les pays voisins de la France se coalisent contre elle, Charles Bail s'enrôle dans les chasseurs francs du Hainaut (Volontaires nationaux pendant la Révolution) et y montre un courage certain, malgré son jeune âge. Le corps marche au secours de Lille assiégée par les Autrichiens (siège de Lille) en 1792 puis à la campagne de Belgique en 1793 (Armée de Belgique). En 1794, Charles Bail est retrouvé dans l'artillerie puis dans l'administration des armées.
En 1807, il est adjoint à l'intendance d'Erfurt puis chargé par Jacques Claude Beugnot, de l'administration du royaume de Westphalie créé par Napoléon Ier et confié à son frère Jérôme Bonaparte, roi de Westphalie. Il est ainsi directeur des bureaux de la régence de Westphalie. Il tire de son expérience de gestionnaire matière à son premier ouvrage intitulé Statistique, paru en 1809 à Göttingen, considéré comme un modèle du genre, ouvrage le plus complet et le plus exact connu sur le pays.
Charles Bail poursuit son action d'administrateur gestionnaire du royaume, puis secrétaire général du Ministère du Trésor. Il devient par la suite inspecteur aux revues (inspecteur aux armées). À ces différents postes, il se fait remarquer par son désintéressement et par l'étendue de ses connaissances.
Charles Bail remplit par la suite avec habileté plusieurs missions délicates.
Lorsque les pays coalisés contre la France entrent en Westphalie après la bataille de Leipzig en 1813, Charles Bail est fait prisonnier, puis relâché. Il perd dans l'affaire la majorité de ses biens. Il obtient assez rapidement l'autorisation de rentrer en France où il retrouve son grade d'inspecteur aux revues en 1814.
Après la chute de Napoléon Ier, il présente ses hommages au roi Louis XVIII, en lui proposant un travail sur l'importation et le commerce des grains. Le souverain le maintient dans un poste d'inspecteur aux revues. À ce titre, Charles Bail participe au licenciement de l'armée de la Loire et à la réorganisation des corps d'infanterie français à la fin de juillet 1815,.
Peu après, il cesse de faire partie du corps des inspecteurs, ses opinions lui valant quelques désagréments, est destitué et renvoyé de l'armée..
Charles Bail semble devoir à une intervention de François-René de Chateaubriand auprès du duc de Feltre Henri-Jacques-Guillaume Clarke, ministre de la Guerre, le 22 août 1816, le fait de finalement percevoir une pension de retraite, en étant officiellement réformé en 1818, à 41 ans, Madame Bail ayant sollicité le grand écrivain. En la circonstance, celui-ci se serait montré fort peu rancunier car dans un pamphlet paru en 1815, Charles Bail l'avait présenté comme réactionnaire au dernier degré voulant rétablir les droits féodaux, la dîme au bénéfice du clergé, la reprise des biens nationaux…. Le couple Bail semble persuadé que cet écrit a provoqué le renvoi de l'armée de Charles Bail sans moyen de subsistance, d'où l'intervention auprès de Chateaubriand, lequel, grand prince, intercède auprès du ministre de la Guerre, et en outre, pendant tout un temps fait verser régulièrement une aide financière aux époux Bail.
Charles Bail se retire à Margency, près de Montmorency, où son goût pour les lettres l'occupe désormais à plein temps.

## Œuvres
Charles Bail a publié de nombreux travaux sur des sujets très divers, soit en tant qu'auteur, soit en tant qu'éditeur. Ces travaux ont pour finalité de lui permettre d'exprimer son opinion sur les dits sujets. Un de ses ouvrages paru en 1816, traitant de la situation des Juifs en Europe lui a valu des observations du Grand-rabbin de France, auxquelles il a à son tour répondu.
Outre ses œuvres personnelles, il a collaboré à la Revue encyclopédique et à l'Annuaire nécrologique de Jacques-Alphonse Mahul, lequel va publier par la suite la biographie de Charles Bail. Il fait également paraître des brochures de circonstance dont la France littéraire de Joseph-Marie Quérard rend compte.
Selon la Biographie universelle de Louis-Gabriel Michaud, et le Dictionnaire universel de Pierre Larousse, les ouvrages de Bail, bien qu'un peu superficiels, montrent qu'il a réfléchi à des sujets « utiles » tout en sachant les présenter de manière intéressante.
En revanche, le périodique L'ami de la religion et du roi qui rend compte de son décès, qualifie en termes peu flatteurs son premier opus sur les Juifs au XIXe siècle : « Cette brochure montre autant d'ignorance que de présomption ».
- Statistique générale des provinces composant le royaume de Westphalie, dans l'ordre où elles subsistaient au 1er octobre 1807, avec l'indication de la nouvelle division départementale, publié en 1809, traite de l'état du royaume de Westphalie; ouvrage considéré comme un modèle du genre.
- Rêveries de M. de Chateaubriant, ou Examen critique d'un libelle intitulé : De Buonaparte et des Bourbons, Paris, A. Eymery, 1815[5].
- L'importation et la liberté du commerce des grains, présenté au roi Louis XVIII en hommage; travail publié dans Le Moniteur universel[3].
- Des Juifs au XIXe siècle, ou Considérations sur leur état civil et politique en Europe, suivies de la Notice biographique des Juifs anciens et modernes qui se sont illustrés dans les sciences et les arts, Paris, 1816, nouvelle édition en 1817[10].
- Essais historiques et critiques sur l'organisation des armées et sur l'administration militaire en France, par M. le chevalier Bail, Paris, Laurens aîné, 1817; le texte présente plusieurs vues nouvelles et utiles selon la Biographie universelle de Louis-Gabriel Michaud[10].
- Réplique et commentaire de M. Bail,… aux Observations de M. de Cologna… grand rabbin et président du consistoire central des israélites de France, sur la deuxième édition : "Des Juifs au XIXe siècle", Paris, 1817.
- Du Cadastre considéré dans ses rapports avec l'économie politique et la répartition des impôts, Paris, 1818.
- Qu'est-ce que le clergé dans une monarchie constitutionnelle ? ou De l'Église selon la Charte, par M. le chevalier Bail, Paris, 1818. L'auteur y critique le Concordat de 1817[2].
- De l'arbitraire dans ses rapports avec nos institutions, ou La police, les prisons, le juri, les lois pénales et la peine de mort en France, Paris, 1819. Charles Bail y demande l'application du jury aux matières civiles et la création d'une colonie pénitentiaire[2].
- Correspondance de Bernadotte, prince royal de Suède, avec Napoléon, depuis 1810 jusqu'en 1814, précédée de notices sur la situation de la Suède… pièces officielles, recueillies et publiées par M. Bail, Paris, 1819; il est dit intervenir en tant qu'éditeur scientifique.
- Notice sur le commerce des anciens et des modernes; travail publié dans la Revue encyclopédique, Paris, 1820.
- Histoire politique et morale des révolutions de la France, ou Chronologie raisonnée des évènemens mémorables depuis 1787 jusqu'à la fin de 1820, époque des conférences de Troppau et de Laybach, Paris, 2 volumes, 1821. Considérant que les efforts faits depuis 1787 pour mettre au point une constitution conforme aux intérêts nationaux ne sont pas satisfaisants[14], il conclut que la liberté ne pourra s'installer en France et il critique le système représentatif[3].
- Napoléon aux Champs-Élysées, nouveau dialogue des morts par un vieux soldat (Bail, inspecteur aux revues en réforme), Paris, L'Huillier, 1821.
- État des Juifs en France, en Espagne et en Italie, depuis le commencement du cinquième siècle de l'ère vulgaire jusqu'à la fin du seizième, sous les divers rapports du droit civil, du commerce et de la littérature. Ouvrage présenté au concours de l'Académie des inscriptions et belles-lettres de l'Institut de France, dans le mois de juillet 1823; dans la préface, il critique le jugement de celle-ci[2], Paris, A. Eymery, 1823.
- Études littéraires des classiques français, à l'usage de la jeunesse, des nationaux et des étrangers, 2 volumes, Paris, A. Eymery, 1824; ouvrage posthume où Charles Bail rassemble le résultat de ses lectures[14].